# Бернард, Ильда
Ильда Сара Бернард (исп. Hilda Sarah Bernard; 29 октября 1920, Пуэрто-Десеадо, Санта-Крус — 20 апреля 2022, Буэнос-Айрес) — актриса кино, театра и телевидения Аргентины. 
На момент смерти в возрасте 101 года Бернард была самой долгоживущей актрисой аргентинского кинематографа.

## Биография
Дочь отца-англичанина (хотя её дед по отцовской линии был бельгийцем) и матери-австрийки, у Ильды были брат Хорхе и сестра Ракель, которые впоследствии профессионально играли в регби. Окончив среднюю школу, юная Ильда поступила в Национальную консерваторию драматического искусства; но вскоре она решила покинуть учебное заведение, решив начать изучать актёрское мастерство под руководством актёра и режиссёра Антонио Кунильи Кабанельяса и актрисы Марии Розы Галло.
С 1941 года Ильда в профессии. Слава к ней пришла благодаря радиопостановкам. В особенности дуэтом с Оскаром Каско, чья коронная фраза, обращённая к героине Ильды: «Моя Мамаррачито», сводила с ума всю страну. Официально на пенсию она не уходила, хотя последний раз снималась и выходила на сцену семь лет назад. Кстати, когда ей было чуть за 80, Бернард так и сказала, что непременно доживёт до ста лет. В 95 её разбил инсульт, в 99 она заболела коронавирусом, но оба раза успешно справлялась с недугами.
О профессии Ильда говорила так:

Было бы отлично, если меня будут вспоминать как хорошего человека, несмотря на многочисленные роли злодеек. Мы были бы плохими актёрами, если бы не знали, как играть мерзавцев. Я знаю, что не сделала ничего экстраординарного и мне нечего оставить моей стране, но, самое главное — это любовь, которую я отдавала своей семье и которая останется с ними после меня— Из интервью 2008 года 
.
В последние годы актриса жила в своём доме в Буэнос-Айресе вместе с любимыми собаками.

## Личная жизнь
Ильда Бернар была замужем два раза. Первый муж — продюсер, писатель и режиссёр Хорхе Гонсальвес. Второй — Орасио Селада, президент Аргентинской ассоциации вещателей. У неё есть дочь Патрисия, трое внуков и один правнук.

## Фильмография
- 2006 — Изумрудное ожерелье / Collar de esmeraldas
- 2005 — Игра в любовь / Patrón de la vereda
- 2005 — Говоря о любви / Se dice amor
- 2004 — Флорисьента / Flinderella
- 2004 — Сеньора Беба / Live-In Maid / Cama adentro
- 2004 — Няня / La Niñera
- 2002—2003 — Мятежный дух / Rebel’s Way — Хильда Акоста
- 2001 — Врачи 2 / Los Médicos (de hoy) 2
- 1999 — Провинциалка / Cabecita
- 1998 — Крылья, власть и страсть / Alas, poder y pasión
- 1995—1997 — Детвора / Chiquititas
- 1993 — Селеста, всегда Селеста / Celeste, siempre Celeste — Аманда Садовска
- 1992 — Антонелла /Antonella — Лукреция Корнехо Мехия
- 1991—1992 — Мануэла / Manuela — Мадам Герреро
- 1991 — Селеста / Celeste — Аманда Садовска
- 1988 — Страсти / Pasiones
- 1985 — Ничья Мария / María de nadie
- 1980 — Роза… далеко / Rosa… de lejos
- 1970—1998 — Высокая комедия / Alta comedia